# 진 안소니 레이
진 안소니 레이(Gene Anthony Ray, 1962년 5월 24일 ~ 2003년 11월 14일)는 미국의 배우, 안무가, 텔레비전 배우, 영화배우, 댄서이다.
뉴욕에서 태어났으며 뉴욕에서 사망하였다. 사인은 뇌졸중이다.

## 방송
- 내일은 스타

## 영화
- 내일은 스타 (1982년)
- 페임 (1980년) - 르로이 존슨 역